# Trichestra bicatenata
Trichestra bicatenata är en fjärilsart som beskrevs av Dyar 1923. Trichestra bicatenata ingår i släktet Trichestra och familjen nattflyn. Inga underarter finns listade i Catalogue of Life.